# Fritz Köster (Fußballspieler)
Friedrich „Fritz“ Köster (* 12. September 1911 in Hamborn; † nach 1949) war ein deutscher Fußballtorwart.

## Laufbahn im Fußball
Köster wurde 1911 in der Ruhrgebietsstadt Hamborn geboren und hütete in der Saison 1939/40 das Tor des Vereins Westende Hamborn, welcher in der damals höchsten Spielklasse Gauliga Niederrhein antrat. Des Weiteren spielten die Hamborner im Tschammerpokal, dem Vorläufer des DFB-Pokals, und Köster debütierte am 20. August 1939 bei einem 3:2-Sieg nach Verlängerung gegen den VfR Mannheim in diesem Wettbewerb. Die Mannschaft gelangte bis ins Achtelfinale, war dort aber mit 0:2 dem Hamburger SV unterlegen. Während der Jahre des Zweiten Weltkriegs nahm Westende zwei weitere Male am Pokalwettbewerb teil und erreichte 1942 nochmals das Achtelfinale. Insgesamt bestritt Köster neun Pokalbegegnungen. Grundsätzlich konnte er trotz des Krieges mit dem Fußballspielen fortfahren und wurde demnach 1943 mit Westende Niederrheinmeister, allerdings wurde im letzten Kriegsjahr der Spielbetrieb eingestellt. Am 16. Mai 1943 war er Torhüter der Westende-Elf, die beim VfR Mannheim das Spiel in der 2. Vorrunde um die deutsche Fußballmeisterschaft 1942/43 mit 1:8 verlor.
Der nördliche Teil der Stadt Duisburg, zu der Hamborn seit 1929 gehörte, wurde im März 1945 befreit. Bald darauf wurde trotz der starken Zerstörung das Fußballspielen wieder aufgenommen und Köster lief 1946/47 wieder für Westende Hamborn auf. 1947 wurde für das Gebiet Nordrhein-Westfalens mit der Oberliga West eine höchste Spielklasse eingeführt, die bis zur Einführung der Bundesliga 1963 die erste Liga blieb. Zu den 13 Gründungsmitgliedern zählte Westendes Lokalrivale Hamborn 07, zu welchem Köster im Vorfeld der ersten Oberliga-Spielzeit 1947/48 wechselte. Zunächst musste er auf der Torwartposition Wilhelm Konstanscheck den Vortritt lassen, bevor er am 23. November 1947 bei einem 3:1-Heimsieg gegen Borussia Dortmund im Alter von 36 Jahren zu seinem Oberligadebüt kam. Mit diesem Sieg rückte Hamborn 07 vorübergehend an die Tabellenspitze. Köster übernahm für den Rest der Saison die Rolle des Stammtorwarts und belegte mit seiner Mannschaft letztlich den vierten Platz. In der darauffolgenden Spielzeit 1948/49 konkurrierte er mit den Spielern Badzung und Röhrig um den Platz im Tor und wurde im Saisonverlauf immer wieder aufgeboten, ohne fester Stammspieler zu sein. Nach 25 bestrittenen Oberligabegegnungen für Hamborn 07 verließ er den Verein im Sommer 1949.